# Aeródromo Laguna Redonda
El Aeródromo Laguna Redonda (OACI: SCIO) es un terminal aéreo ubicado junto al asentamiento de Candelario Mancilla en la comuna de O'Higgins, Provincia Capitán Prat, Región de Aysén, Chile. Este aeródromo es de carácter público y es accesible desde la ruta X-915.
En sus cercanías se encuentra el retén de Carabineros abandonado Laguna Redonda.